# WWE 205 Live
WWE 205 Live, или просто 205 Live, это ранее существовавшая реслинг-программа от WWE транслируемая на WWE Network. В дивизионе полутяжеловесов участвуют рестлеры вес которых не превышает 205 фунтов (93 кг).
Премьера шоу состоялась на WWE Network 29 ноября 2016 года и еженедельно транслируется на сервисе после SmackDown Live во вторник вечером. Talking Smack, ранее занимавшей данный временной интервал, c 22:00 переместился на 23:00 по местному времени после запуска 205 Live. Дивизион полутяжеловесов является эксклюзивным для бренда Raw. Однако поскольку не все полутяжеловесы имели возможность выступать на красном бренде, было решено проводить программу 205 Live, чтобы дать возможность выступать остальным рестлерам.
11 февраля 2022 года в эфир вышел заключительный эпизод 205 Live. Четыре дня спустя, 15 февраля, стало известно, что программу заменит шоу NXT: Level Up.

## История

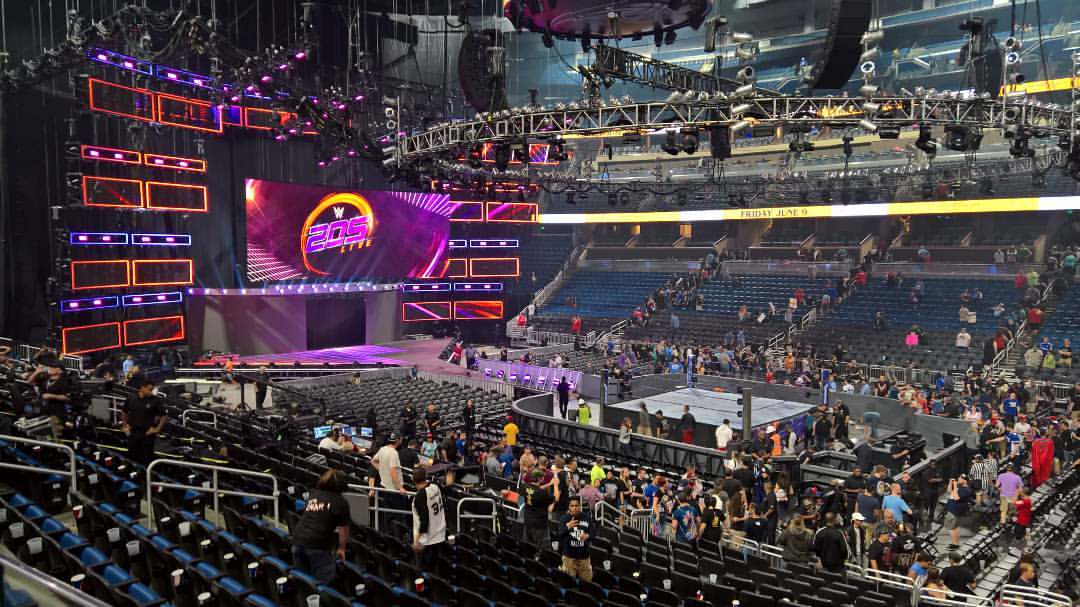
Арена WWE 2015 Live — Эмвей-центр

205 Live было запущено после успеха турнира полутяжеловесов, которые в дальнейшем стали ростером дивизиона WWE 205 Live. Triple H, главный операционный директор, сказал, что программа предназначена для демонстрации уникального стиля хайфлаеров.
Первоначально было создано брендом Raw, как эксклюзив дивизиона полутяжеловесов. После деления брендов, рестлеры выступают на Raw и 205 Live в рамках дивизиона. После премьеры 205 Live полутяжеловесы появляются не только на 205 Live, но и на Raw, а также на WWE NXT и WWE NXT UK.
Премьера состоялась 29 ноября 2016 года; в главном событии первого эпизода сразились Рич Суонн и Брайан Кендрик за Чемпионате WWE в полутяжёлом весе.
7 ноября 2017 года подразделение Соединенного Королевства было приглашено в 205 Live. Это были основные дебюты рестлеров большинства британского дивизиона за исключением Пита Данна, который дебютировал ночью на Raw.
В январе 2018 года Triple H взял на себя творческую сторону 205 Live. Первые изменения Triple H анонсировал 23 января, когда Дэниел Брайан объявил, что первый генеральный менеджер 205 Live будет объявлен на следующей неделе. Генеральным менеджером был назначен Дрейк Маверик (ранее известный как «Рокстар Спад» по Impact Wrestling). Он объявил турнир на 16 человек за вакантный Чемпионат WWE в полутяжёлом весе, который выиграл Седрик Александр. Как только начался турнир, подразделение полутяжеловесов WWE начало бороться исключительно на 205 Live и перестало появляться на Raw.

## Чемпионский титул
14 сентября 2016 года Triple H объявил, что победитель финального турнира в полутяжелом весе получит не только трофей, но и станет чемпионом WWE в полутяжелом весе нового дивизиона 205 Live, на бренде Raw. Первоначально титул защищался исключительно в понедельник ночью на Raw, но 29 ноября 2016 года 205 Live был запущен для полутяжелого дивизиона, что означало, что титул будет защищен как на Raw, так и 205 Live.

## Руководство
| Руководитель   | Должность                     | Начало работы  | Завершение работы | Примечания |
| -------------- | ----------------------------- | -------------- | ----------------- | --- |
| Винс Макмэн    | Владелец                      | 29 ноября 2016 | 15 февраля 2022   | Автор |
| Стефани Макмэн | Совладелец                    | 29 ноября 2016 | 15 февраля 2022   | |
| Triple H       | Главный операционный директор | 29 ноября 2016 | 15 февраля 2022   | Автор и креативный продюсер                                                                                                   |
| Шейн Макмэн    | Совладелец                    | 29 ноября 2016 | 15 февраля 2022   | |
| Дрейк Маверик  | Генеральный менеджер          | 30 января 2018 | 15 февраля 2022   | Дэниел Брайан объявил Маверика новым генеральным менеджером дивизиона полутяжеловесов 30 января 2018 года на эпизоде 205 Live |

### Комментаторы
| Комментаторы                                        | Даты                                       |
| --------------------------------------------------- | ------------------------------------------ |
| Мауро Раналло, Кори Грейвс и Остин Овен             | 29 ноября 2016 года — 28 февраля 2017 года |
| Мауро Раналло и Кори Грейвс                         | 7 марта 2017 года                          |
| Том Филлипс и Кори Грейвс                           | 14 марта 2017 года — 6 июня 2017 года      |
| Вик Джозеф и Кори Грейвс                            | 13 июня 2017 года — 29 августа 2017 года   |
| Вик Джозеф и Найджел Макгиннесс                     | 5 сентября 2017 года — 3 апреля 2018 года  |
| Вик Джозеф и Байрон Сакстон                         | 26 сентября 2017 года                      |
| Вик Джозеф и Перси Уотсон                           | 10 апреля 2018 года — 17 апреля 2018 года  |
| Вик Джозеф, Найджел Макгиннесс и Перси Уотсон       | 24 апреля 2018 года — настоящее время      |
| Том Филлипс и Перси Уотсон                          | 19 июня 2018 года                          |
| Вик Джозеф, Найджел Макгиннесс, Перси Уотсон и Уилл | 21 августа 2018 года                       |

### Ринг-аннонсеры
| Имя           | Даты                                  | Примечания                    |
| ------------- | ------------------------------------- | ----------------------------- |
| Грег Хэмилтон | 29 ноября 2016 года — настоящее время | Комментатор на SmackDown Live |

### Рефери WWE 205 Live
| Рефери      | Реальное имя   | Примечания           |
| ----------- | -------------- | -------------------- |
| Дэн Энглер  | Даниэль Энглер | Рефери на Raw        |
| Джон Коун   | Джон Коун      | Старший судья на Raw |
| Дэррик Мур  | Дэррик Мур     | Рефери на Raw        |
| Род Запата  | Роберт Виста   | Рефери на Raw        |
| Чед Пэттон  | Чед Пэттон     | Старший судья на Raw |
| Шон Беннетт | Мэтью Беннетт  | Рефери на Raw        |